# Escola Militar do Libertador Bernardo O'Higgins
A Escola Militar do Libertador Bernardo O'Higgins (em castelhano:  Escuela Militar del Libertador Bernardo O'Higgins), mais conhecida como Escuela Militar, é o instituto encarregado de formar oficiais para o Exército de Chile. Seus graduados ingressam no escalão de oficiais com o grau de alferes.

## História

### Período de influência francesa

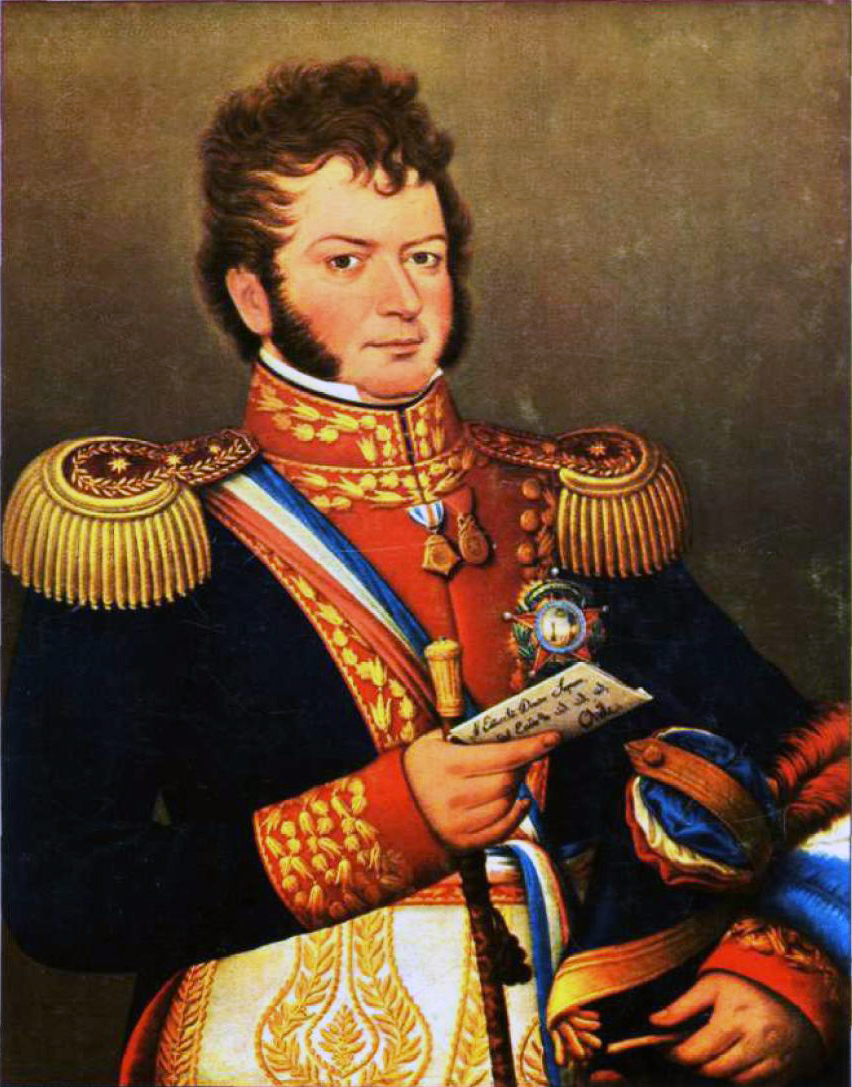
O'Higgins retratado por Gil de Castro.

Em 16 de março de 1817, o general Bernardo O'Higgins Riquelme criou a Academia Militar de Chile com o objectivo de formar os futuros oficiais e sargentos. Nessa primeira academia formaram-se os soldados que tomaram parte no Cerco de Talcahuano e na Batalha de Cancha Rayada, assegurando finalmente a independência chilena. Seu primeiro recinto funcionou no convento da igreja de San Agustín (na esquina das ruas Estado e Agustinas), de onde os religiosos foram desalojados. Devido a problemas económicos foi fechada em 1819. Em 1823, o diretor supremo Ramón Freire tentou reabrir a academia, mas seus planos foram frustrados devido à situação anárquica do país.
Em 1831, a academia foi reaberta por lei, graças à gestão do presidente Joaquín Prieto e de seu ministro Diego Portais, mas devido a problemas de diversas procedências foi fechada novamente em 1º de fevereiro de 1838. Grande parte dos soldados formados durante essa época foram os vencedores na Guerra contra a Confederação Peru-Boliviana.  
Em 6 de outubro de 1842, a academia reabriu e em 28 de setembro de 1843 tomou definitivamente o nome de Escuela Militar. Aí formaram-se os oficiais do Exército e da Armada que combateram nas guerras contra a Espanha e do Pacífico, resultando vitoriosos em ambas.
Seja pelo prestígio militar criado pelas vitórias napoleónicas até 1812, seja pela eficiência demonstrada pelo exército francês durante a subsequente Guerra da Crimeia (1853-1856), o exército do Chile, bem como a maioria dos exércitos do mundo ocidental do segundo quarto do século XIX, seguiu a organização, tradição, costumes e vestimentas francesas do período de Napoleão III. 
Depois da dissolução da Escola em 2 de novembro de 1876, ela reabriu novamente em 1878 devido à delicada situação internacional e começou a funcionar no ano seguinte. Durante os últimos anos do século XIX, reorganizou-se a Escola Naval Arturo Prat com alunos da Escola Militar e iniciaram-se as obras de construção do novo recinto.

### Período de influência prussiana

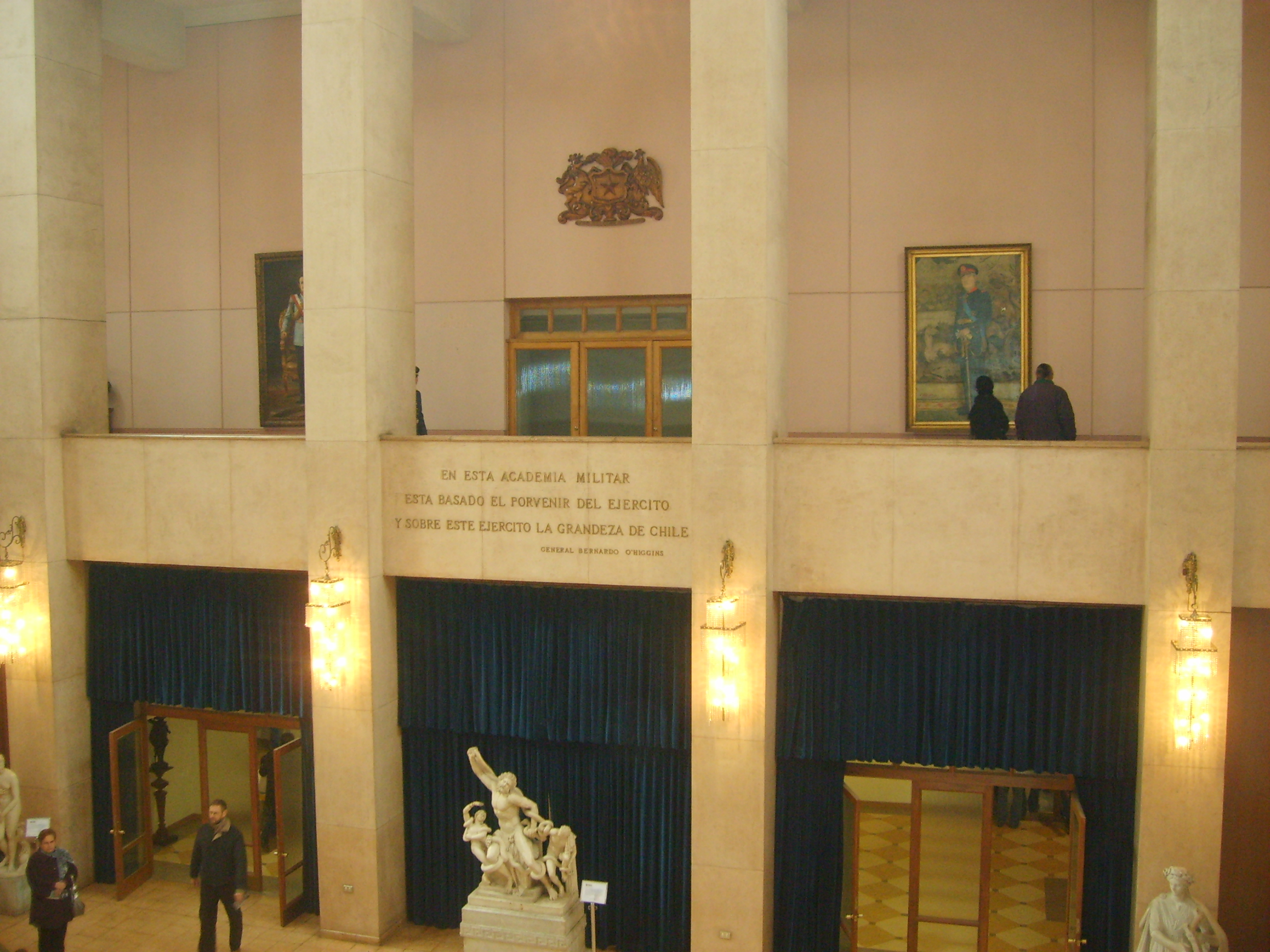
Vista do Hall Central da Escola Militar do Libertador Bernardo Ou'Higgins.

Os primeiros oficiais alemães chegaram ao Chile em setembro de 1885, liderados pelo Capitão Emil Körner Henze. Desde 1896 começam a chegar em massa instrutores alemães para o Exército do Chile. Designa-se como diretor da Escola Militar ao Major Gunther von Bellow e como subdirector o Major Hermann Rogalla von Biberstein. Nesse mesmo ano começa a utilização do capacete prussiano pickelhaube. Em 1902 cria-se um novo regulamento redigido em conformidade aos das escolas prussianas e, em 1905, adopta-se um novo uniforme seguindo o modelo alemão. Neste período, especificamente de 1900 a 1910, Emil Körner era o comandante-em-chefe, já com a patente de general, quem lançaria as bases e o modelo do atual exército.
Em 1927 produz-se a Tragédia de Alpatacal: estudantes da Escola deviam participar num desfile em Buenos Aires, mas no caminho ocorreu um acidente ferroviário no que faleceram 12 pessoas e 52 resultaram feridas; mas apesar do acidente, os chilenos desfilaram nos actos. Todo dia 7 de julho essa tragédia é comemorada.

### Últimos anos
Em 1940, por gestão do então diretor, o General Arnaldo Carrasco Carrasco, parte da fazenda San Luis é adquirida na comuna de Las Condes, onde se construiu o novo recinto da Escola Militar, o qual foi ocupado gradualmente entre 1955 e 1958; anteriormente funcionava num elegante edifício neoclássico construído durante o governo de José Manuel Balmaceda, perto do Parque O'Higgins e que com o passar do tempo tornou-se insuficiente para as necessidades desta instituição.
Depois do golpe de Estado de 11 de setembro de 1973, encabeçado pelo General Augusto Pinochet, foi nela onde prestaram juramento os integrantes da Junta Militar de Governo; também foi durante um tempo centro de detenção do regime militar.
Em 1995 começam a ingressar as primeiras alunas cadetes, com o qual o treinamento militar das mulheres começa a ser fornecido. Em 2001, o currículo sofreu uma grande mudança e o ensino adquiriu caráter universitário., o que permite ao futuro oficial obter o grau académico de Bacharel em Ciências Militares; com a Lei Geral de Educação de 2009, a Escola Militar, juntamente com as restantes escolas matrizes das Forças Armadas, é hoje classificada como Instituição de Ensino Superior e os seus graduados são reconhecidos com o título profissional de “Oficial do Exército”. Atualmente, no programa acadêmico, as universidades Católica, do Chile, para o Desenvolvimento e Mayor desempenham um papel importante nas cátedras de Direito, Cálculo, Álgebra, Física, Ciências Políticas e Sociais.
Depois de sua morte em 10 de dezembro de 2006, o ditador e General (R) Augusto Pinochet Ugarte foi velado na Escola Militar.

## Formação académica

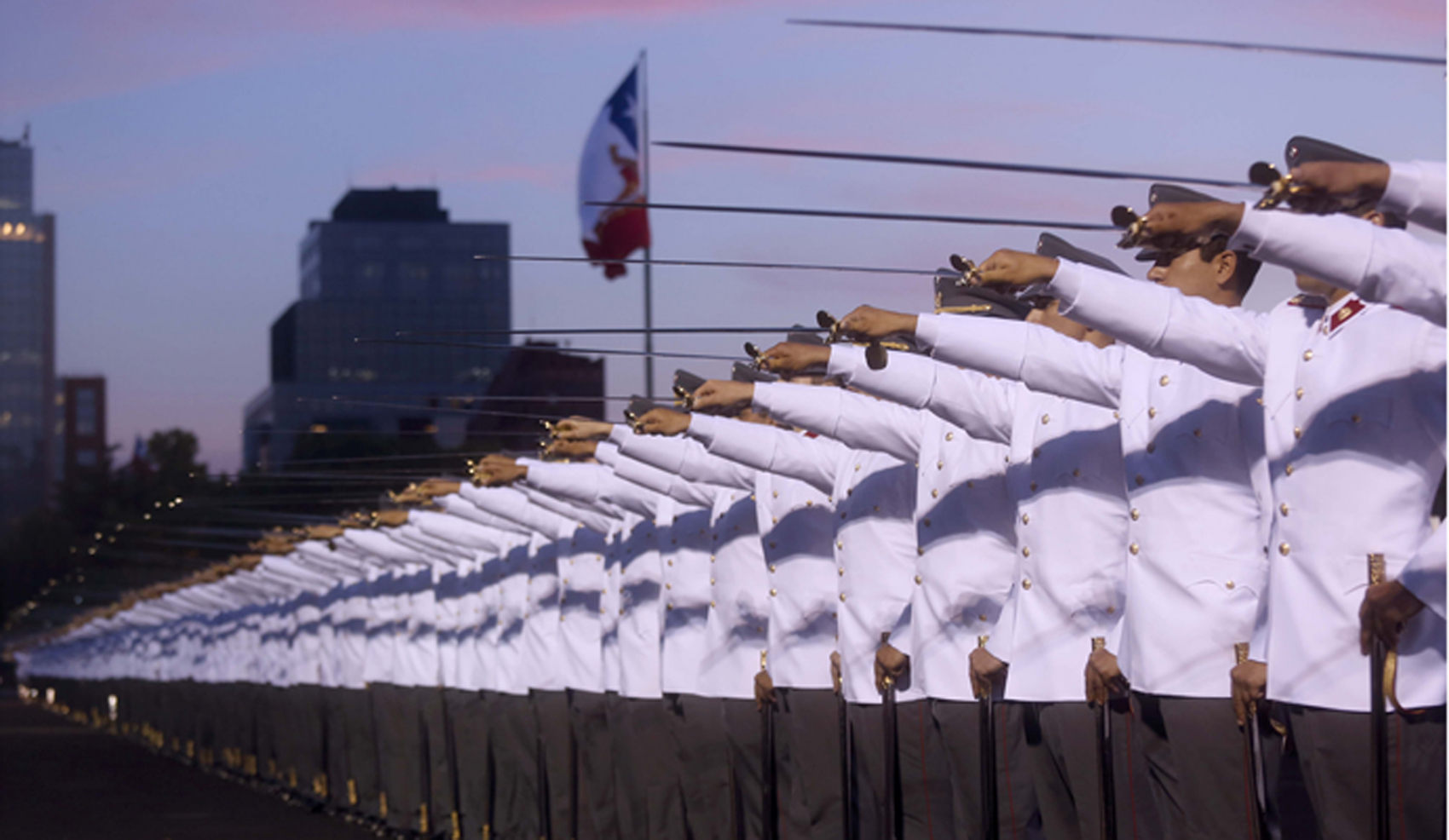
Alferes da Escola Militar Chilena tomam posse como Oficiais, 2015.

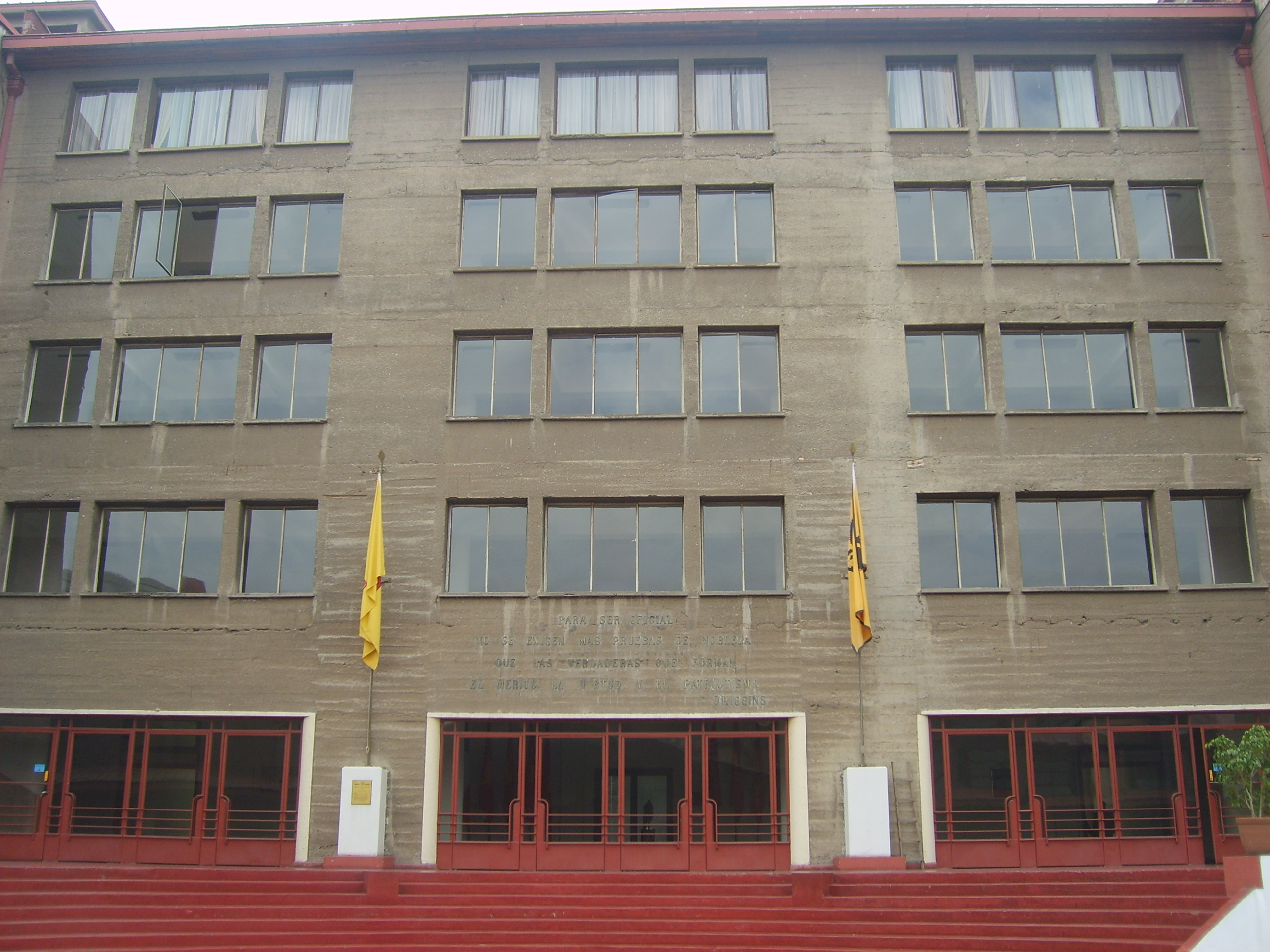
Vista dos departamentos do Curso Militar da Escola Militar.

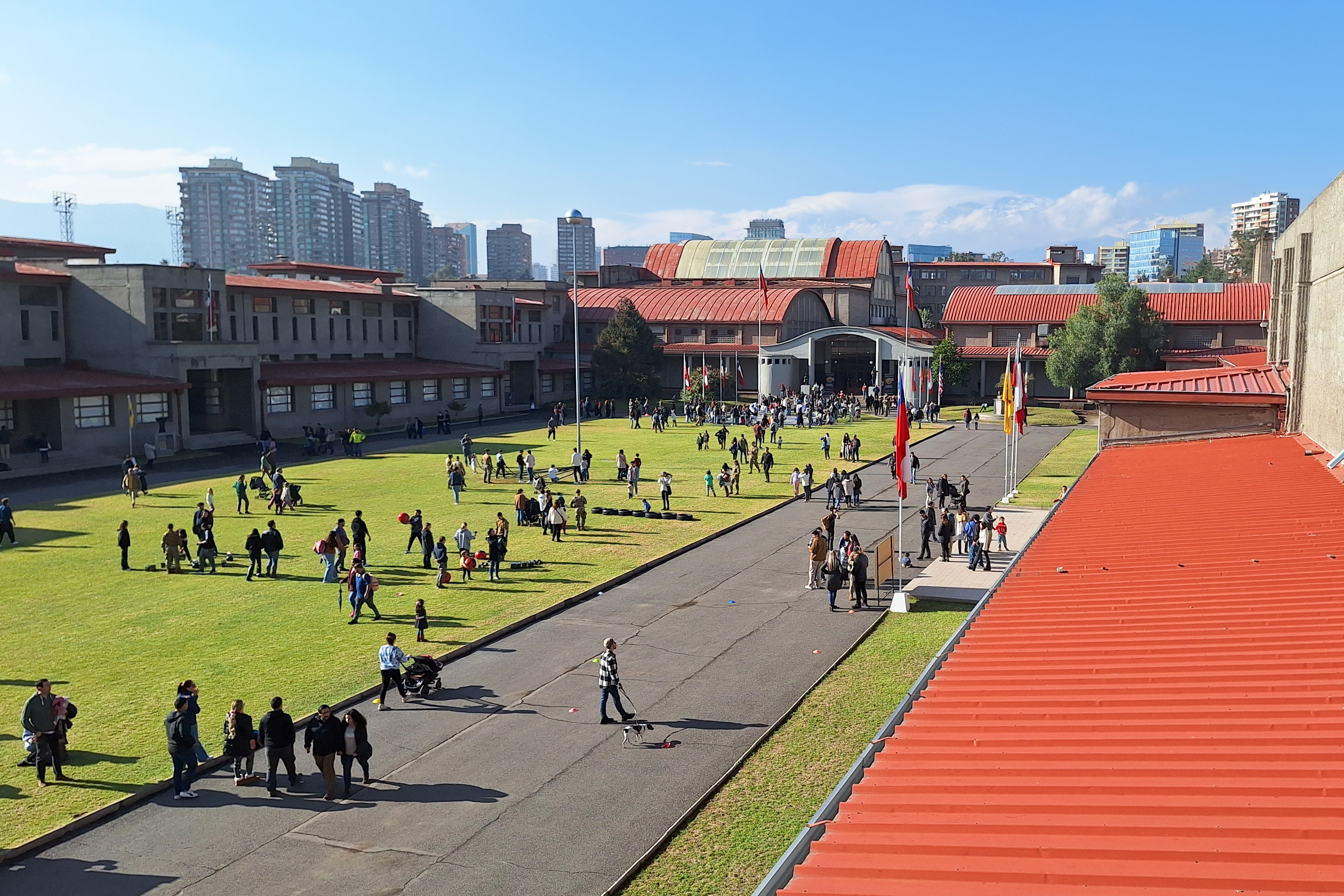
Vista interior da Escola Militar do Libertador Bernardo O'Higgins.

No final do último ano, os alunos devem optar por uma das seguintes escalões militares; esta primeira decisão é a que marcará o resto da carreira:
- Armas
  - Infantaria
  - Artilharia
  - Cavalaria Blindada
  - Engenharia
  - Telecomunicações

- Serviços
  - Intendência
  - Material de Guerra
  - Serviço de Pessoal

Os cursos dados são:
- Curso Avançado para Oficiais: Realizado durante o último ano como tenente, lhes permite a ascensão a capitão.
- Curso Básico de Oficial Subalterno: Realizados pelos alferes, capacita-os para ser comandantes de secção ou assessores do comando.

Especialidades Primárias:
- Engenheiro Politécnico Militar: Permite-lhes exercer a direcção e administração dos recintos do Exército e realiza-se na Academia Politécnica Militar.
- Oficial de Estado Maior: Permite-lhes exercer o comando de unidades tácticas (regimentos) e realiza-se na Academia de Guerra.

Especialidades Secundárias. É realizado por oficiais subalternos, sendo permitido o acesso a partir do 4º ano de estudos da Escola. As especialidades são:
- Mergulhador Táctico
- Comandos
- Guerra Eletrónica
- Instrutor de Educação Física
- Instrutor Militar de Montanha
- Inteligência
- Mestro de Equitação
- Observador Aéreo de Tiro de Artilharia
- Pára-quedista militar
- Piloto do Exército
- Professor Militar
- Combate especial
- Guerra especial

## Carreira

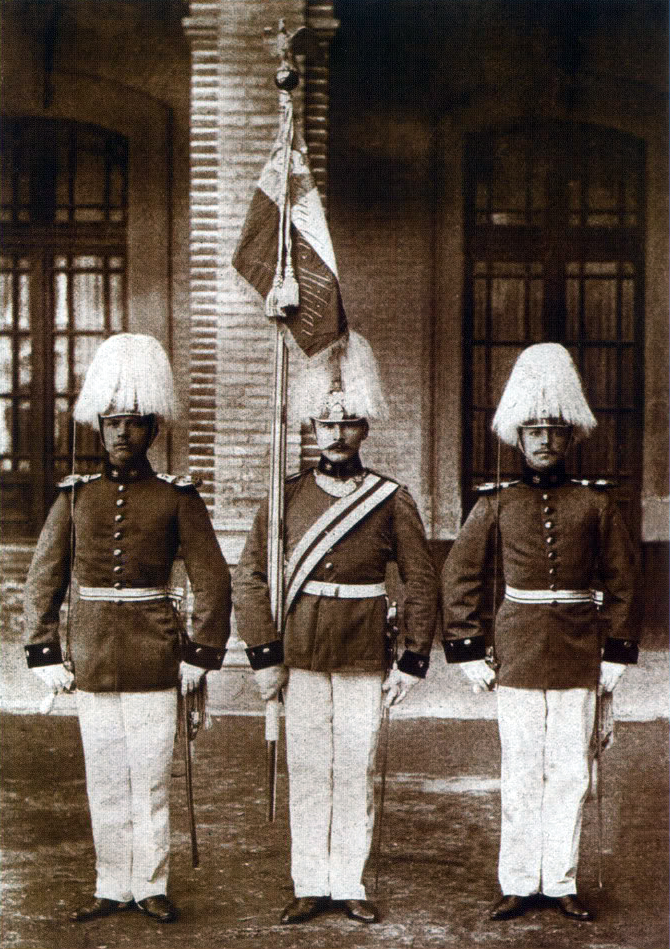
Porta-estandarte e escolta da Escola Militar em 1903.

Aqui está a graduação que os cadetes e oficiais do Exército Chileno obtêm durante a carreira militar:
| Anos de estudo   | Grau       |
| ---------------- | ---------- |
| 1° - 2° - 3° ano | Cadete     |
| 4° ano           | Subalferes |

| Anos de Oficial | Grau                |
| --------------- | ------------------- |
| 1° ano          | Alferes             |
| 2° - 4° ano     | Subtenente          |
| 5° - 9° ano     | Tenente             |
| 10° - 15° ano   | Capitão             |
| 16° - 20° ano   | Major               |
| 21° - 25° ano   | Tenente-coronel     |
| 26° - 30° ano   | Coronel             |
| 31° - 32° ano   | General de Brigada  |
| ---             | General de Divisão  |
| ---             | General de Exército |

## A música na Escola Militar
A música e especificamente as marchas são um factor primordial na Escola Militar, que conta com a Banda de Guerra (composta pelos cadetes) e a Banda Instrumental (composta por músicos profissionais), conhecidos como os Penachos Vermelhos, encarregado de levar música a todos os lugares que a escola frequenta.
A música do hino da Escola Militar foi composta por Próspero Bisquertt sobre um texto do poeta Samuel Lillo.

### Hino
Coro
Nos tempos heroicos saíram

de seu Alcázar em voo triunfal,

as Cem Águias bravas que fizeram

grande a Chile na América Austral.
I
Como no passado, para a pátria amanhã,

novos heróis que suas salas de aula darão.

Nosso sangue viril e fresco,

É o mesmo que Maipú e Yungay.

E se um povo diminuído ousa

nosso glorioso insulto de bandeira,

seus cachorrinhos o crime aleve,

Em gloriosa tropa eles vingarão.
II
Nos tempos heróicos saíram

de seu Alcázar em voo triunfal,

as Cem Águias bravas que fizeram

grande a Chile na América Austral.

## Localização
Está localizado na rua Los Militares, 4500, no município de Las Condes. É composto por um conjunto de edifícios em que se destaca o que dá para a Avenida Américo Vespúcio, que foi projetado pelo arquiteto Juan Martínez Gutiérrez, também criador do Templo Votivo de Maipú e das Faculdades de Direito e Medicina da Universidade do Chile.Tem acesso direto pelo metrô de Santiago na estação Escuela Militar.

## Violações aos Direitos Humanos
Durante a ditadura cívico-militar, a Escola Militar do Libertador Bernardo O'Higgins foi centro de detenção e torturas.
De acordo com a Comissão Valech, muitas pessoas foram detidas e levadas ao recinto da Escola Militar, entre estes estavam os altos servidores públicos da Unidade Popular como José Tohá, ministro do interior, Orlando Letelier, ministro de defesa, Angel Masuli, Presidente do Partido Radical; o ex-Ministro de Obras Públicas; o ex-Senador Raúl Ampuero; o Deputado Camilo Salvo; o Intendente de Santiago, Julio Stuardo; o senador Luis Corvalán.
Estavam a cargo direto do tenente Miguel Krassnoff Martchenko. Outros oficiais encarregados foram Christoph Willeke e Alfredo Canais.
Os prisioneiros eram conduzidos para um subterrâneo onde foram submetidos a interrogatórios, permaneceram amarrados e vendados, Todos foram mantidos incomunicáveis e espancados, e também sofreram simulações de tiroteios, ameaças, aplicação de choques elétricos e foram obrigados a permanecer em posições forçadas. Segundo testemunhos, alguns dos detidos foram levados para o campo de concentração da Ilha de Dawson e, durante 1974, para centros de tortura da DINA, como Londres 38 e Cuatro Álamos.